# Viagra mać
Viagra mać – książka autorstwa Rafała Ziemkiewicza z 2002 roku, będąca zbiorem jego felietonów, między innymi z Najwyższego CZASU!, Gazety Polskiej, Wprost, Życia Warszawy. Książkę wydało wydawnictwo Fabryka Słów z Lublina.
Książka zawiera ponad sto felietonów. Poruszają one zarówno tematy polityczne, jak i społeczno-obyczajowe. Część felietonów została opublikowana w tej książce po raz pierwszy.
Zbiór został wydany niedługo po tym, jak autor został nagrodzony Nagrodą Kisiela. Praca jest wymieniana jako jedna z najbardziej reprezentatywnych wypowiedzi publicystycznych Rafała Ziemkiewicza. Podobnie jak wiele innych prac autora, porusza ona kwestię polskiej postkolonialności.
W 2007 roku wydawnictwo Red Horse wydało drugą część zbioru pod tytułem Viagra mać. Tom 2.

## Odbiór
Recenzje:
- M.J. CHODAKIEWICZ: Wkurzony konserwatysta. „Najwyższy Czas” 2002 nr 27/28.
- A. GRZYBOWSKI: Tropami Roju. „Gaz. Pol.” 2002 nr 28.
- M. RYBIŃSKI: Przywilej felietonisty. „Rzeczpospolita” 2002 nr 134.
- T. SOMMER. „Najwyższy Czas” 2002 nr 11.
- T. Z. ZAPERT: Z piórem ostrym jak brzytwa pod prąd, czyli powtórka z Ziemkiewicza. „Życie” 2002 nr 72.
- R. OSTASZEWSKI: W poszukiwaniu katolickiego ironisty. „Pogranicza” 2007 nr 6.
- M. URBANOWSKI: Umysł wyzwolony albo Ziemkiewicz felietonista. „Arcana” 2007 nr 6 [rec. wyd. 2].